# Dicorynia
Genre
Classification phylogénétique
Dicorynia est un genre de plantes à fleurs dicotylédones de la famille des Fabaceae (légumineuses), sous-famille des Caesalpinioideae, originaire d'Amérique du Sud, qui comprend deux espèces acceptées.
Ce sont des arbres qui se rencontrent généralement dans les forêts pluviales ripariennes ou marécageuses.
Le bois de ces arbres est commercialisé comme bois d'œuvre sous le nom de « basralocus » (ou « angélique » en Guyane),.

## Distribution
Ce genre est présent en forêt tropicale en Amérique du Sud, dans le bassin amazonien et sur le plateau des Guyanes.

## Liste d'espèces
Selon The Plant List (20 décembre 2018) :
- Dicorynia guianensis Amshoff
- Dicorynia paraensis Benth.